# A Piece of Americana
A Piece of Americana' — четвёртый мини-альбом американской панк-рок
группы The Offspring, издан 17 ноября 1998 года на лейбле Columbia Records, как дополнение к альбому Americana. В этот альбом вошли четыре песни из альбома Americana, но были слегка изменены. Обложка этого альбома была изменена и позже использована для сингла Pretty Fly (for a White Guy).

## Список композиций
| №  | Название                       | Длительность |
| -- | ------------------------------ | ------------ |
| 1. | «The Kids Aren’t Alright»      | 3:00         |
| 2. | «Pretty Fly (for a White Guy)» | 3:08         |
| 3. | «She’s Got Issues»             | 3:48         |
| 4. | «Why Don’t You Get a Job?»     | 2:52         |
| 5. | «Feelings»                     | 2:52         |